# 梁喜
梁喜（?—?），五胡十六国时后秦姚兴时尚书右仆射。

## 生平
后秦姚苌在位，姚兴为太子时，梁喜为中舍人，常与姚兴讲论经籍。姚兴即位，梁喜官至尚书右仆射。姚兴命令大臣们寻找荐举贤能的人才。右仆射梁喜说：“臣几次接受诏命却没有得到一个那样的人，可以说世上的确缺乏人才。”姚兴说：“自古以来，帝王之业兴起的时候，从不曾在古人的行列中借取宰相，也不曾等待在将来出生的人中选拔大将，他们都是随时随地在当世选任才俊，却也都能使国家得到较好的治理。你自己缺乏识才拔才的眼光，怎么可以诬蔑说广大的四海没有俊才呢？”姚兴晚年，爱子姚弼谋夺东宫太子位，梁喜等竭力反对。姚兴病重，姚弼想要谋逆，梁喜遂受姚兴召，在咨议堂密谋，统帅禁军宿卫宫中。姚兴病危，姚弼的同党率兵入宫作乱，兵败，姚兴杀姚弼。梁喜受遗诏辅政。姚泓即位，梁喜任左仆射。417年，东晋太尉刘裕大举伐秦，梁喜制止鲁公姚绍迁诸镇户口来充实京畿的建议。